# Télé Lyon Métropole

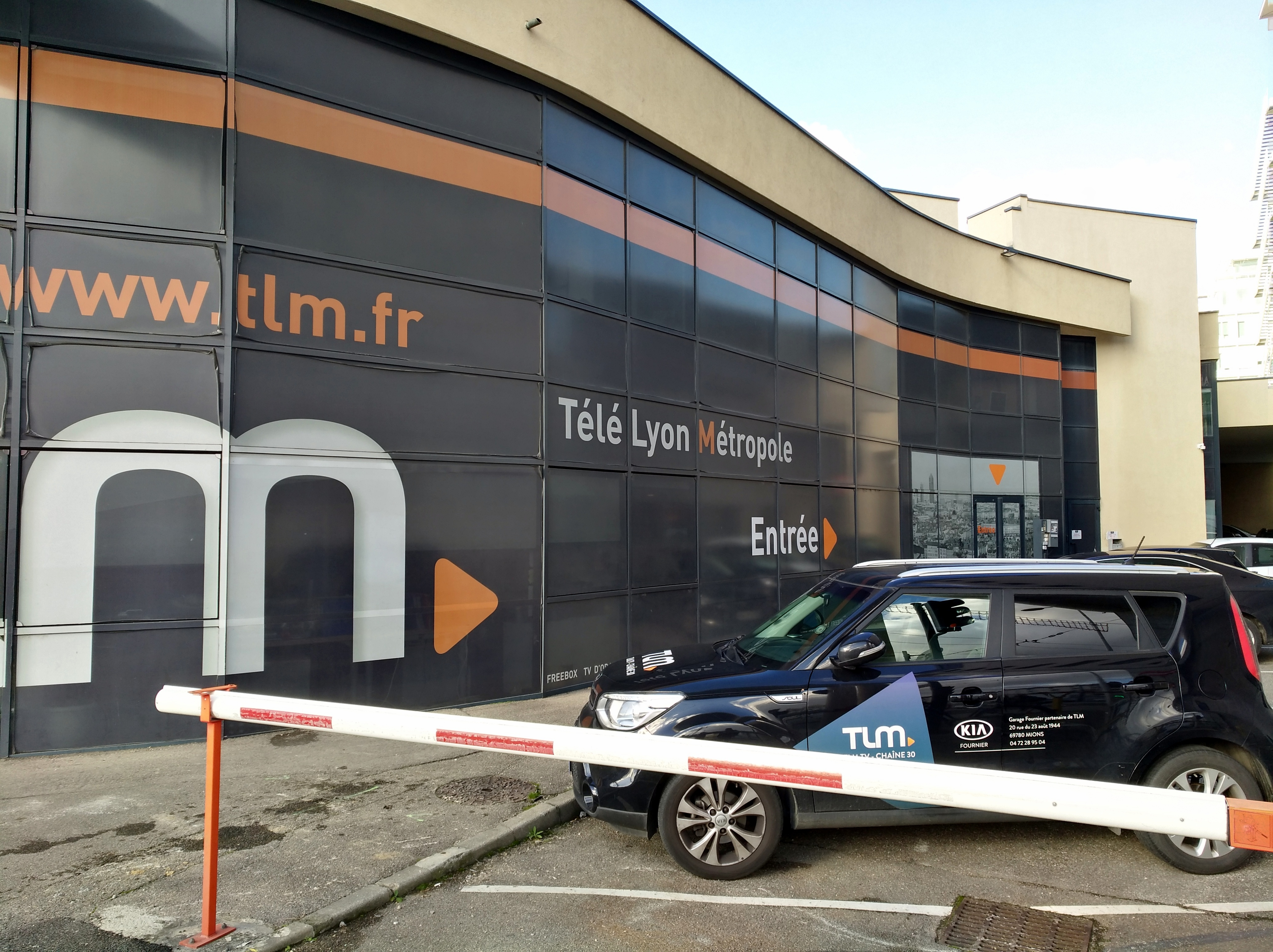
Gebäude von Télé Lyon Métropole (2019)

Télé Lyon Métropole (TLM) ist ein privater französischer Fernsehsender mit Sitz in Lyon. Er wurde am 25. November 1988 gegründet und ist damit der älteste Ballungsraum-Fernsehsender in Frankreich. Er sendet ein 24-Stunden-Programm und überträgt unter anderem die Fußballheimspiele von Olympique Lyonnais, kommentiert von Bernard Lacombe.
Beim Sender sind 36 Mitarbeiter angestellt, davon 18 Journalisten.

## Gebietsabdeckung und Reichweite
Das Programm von TLM wird über Antenne von drei Sendestationen (Fourvière, Caluire, Taluyers) analog (UHF/SECAM) und digital ausgestrahlt und ist in einem Umkreis von rund 30 km um Lyon zu empfangen. Per Kabel wird es in etwa 40 km Umkreis verbreitet. In diesem Gebiet wohnen mehr als 1,2 Millionen Fernsehzuschauer. Laut Médiamétrie-Analyse 2004 hat TLM dort eine Reichweite von 728.600 Einwohnern über 15 Jahren. Außerdem ist TLM als Internet-TV per ADSL und UMTS empfangbar.

## Eigentümerstruktur
- Le Progrès (regionales Zeitungsunternehmen der Socpresse-Gruppe von Serge Dassault): 66,83 %
- Crédit Agricole Centre Est: 21,88 %
- TVLD (Tochtergesellschaft der Vivendi-Gruppe): 10 %